# 중산 대학
중산 대학(중국어 간체자: 中山大学, 영어: Sun Yat-sen University)은 중화인민공화국 광둥성 광저우에 있는 중국 교육부 소속의 국가중점대학이다. 근대 중국의 아버지 손중산(쑨원)이 1924년에 《광둥 고등사범학교》, 《광동 법과 대학》, 《광동 농업 전문학교》를 합병하여 설립하였다. 당시의 명칭은 《국립 광둥 대학》으로, 쑨원의 사후 쑨원을 기념하여 《중산 대학》으로 명칭을 변경했다. 1930년대 문과, 이과, 법과, 공과, 농과, 의학, 교육 7개 학부를 가지고 1952년 링난 대학과 합병하였고, 2001년 중산 의과 대학과 합병, 25개 학부를 가진 신생 중산 대학이 되었다. 현재 4개의 캠퍼스를 가지고 있다. 약칭은 중대(中大)이다.
- 201-250위 (Times Higher Education World University Rankings 2010-2011)
- 아시아 44위 (Asia University Rankings 2024)
- 72위 (Academic Ranking of World Universities, ARWU / 세계 대학 학술 랭킹, 2025)
- 106위 (U.S. News & World Report / U.S. 뉴스 & 월드 리포트, 2025)
- 331위 (QS World University Rankings / QS 세계 대학 랭킹, 2025)

## 광저우 캠퍼스
광저우 캠퍼스는 남부 캠퍼스, 북부 캠퍼스, 동부 캠퍼스(대학성) 3개의 캠퍼스로 구성되어있으며, 32개 학과가 있으며, 주요 중산대학의 전통적으로 우세한 학과는 기초과학이다.
- 광저우 남부 캠퍼스 : 다른이름 캉러웬(康乐园), 옛 사립 영남대학에 위치하고있다. 광저우시 하이주구 신향서로135호,면적은 1.17 km2
- 광저우 북부 캠퍼스 : 옛 국립중산대학의학원, 중산의과대학 자리에 위치하고있다. 광저우시 웨슈구 중산2로74호, 면적은 0.39 km2, 북부 캠퍼스는 주로 의학관련학과이지만 모든 의과가 있진 않다.
- 광저우 동부 캠퍼스 (광저우 대학성) : 위치는 [[[광저우시]] 판위구 샤오구웨이섬 대학성 외곽순환동로132호에 위치하고 있다. 면적은 0.989 km2

## 주하이 캠퍼스
주하이 캠퍼스는 주하이시 탕지아완진(唐家湾镇)에 위치하고 있으며, 면적은 3.571 km2이다.

## 선전 캠퍼스
선전 캠퍼스는 선전시 광밍구에 위치하고 있으며, 계획면적은 3.143 km2, 1단계 건설부지 면적은 1.4482 km2, 2단계 계획 토지는 기본 농지는 1.6948 km2, 1단계 건설 프로젝트의 총 건축 면적은 약 1.4482 km2이며, 투자금액은 약 2조 3417억 6280만원 (120억 위안)이다. 주로 새로운 기술공학, 의학, 공학 및 농업 분야를 발전시키며, 2019년 9월 의학 관련 부서 교육시설을 처음으로 시작하였다. 2023년 6월 중산대학 선전 캠퍼스 1단계 공사가 마무리되었다.
중산 대학 학생은 1~2학년 때 동부 캠퍼스 또는 주하이 캠퍼스에서 배우고 3학년이 되면, 남부 캠퍼스에서 공부하게 된다. 의학 계열의 학생은 1학년 무렵부터 북쪽 캠퍼스에서 배운다.
25 학부 (대학), 80학과 (계열)가 있다.

### 학부
인문과학부, 영남학부 (경제학에 해당), 관리학부, 법학부, 정치 공공 사무 관리 학부, 외국어 학부, 교육 학부, 미디어 디자인 학부, 수학 계산 과학부 정보 과학 기술 학부, 화학 공정 학부, 물리 과학 공정 기술 학부, 공학부, 생명 과학부, 지구 과학부, 지리 과학 규정 총 학부, 환경 과학부, 소프트웨어 학부, 국제 교류 학부, 중산 의대, 공공 위생 학부, 치과, 게임 학부, 기초 의학, 약학.
2004년 현재 학교 직원 12,000여명.
- 중국 과학원 원사 10명
- 중국 공학원 원사 4명
- 박사 과정지도 교수 643명
- 교수 760여명
- 부교수 1500명 미만

- 중산 대학 부속 제1 의원
- 중산 대학 부속 제2 의원
- 중산 대학 부속 제3 의원
- 중산 대학 부속 제5 의원 (주하이)
- 중산 대학 부속 종양 암 진료소
- 중산 대학 부속 안과 의원
- 중산 대학 부속 구강 진료소
- 중산 대학 부속 제1 의원 동산원구(구 둥산구 인민 의원)
- 중산 대학 부속 제1 의원 황푸원구 (구 황푸구 인민 의원)

- 모스크바 중산 대학
- 국립 중산 대학

- 중산대학 (영어, 중국어)
- 중산대학 북캠퍼스 (의학부)
- 중산대학교가